# Agapostemon ochromops
Agapostemon ochromops är en biart som beskrevs av Roberts 1972. Agapostemon ochromops ingår i släktet Agapostemon och familjen vägbin. Inga underarter finns listade i Catalogue of Life.